# Alinda-asteroid
Alinda-asteroid är en grupp asteroider som har fått namn efter asteroiden 887 Alinda, som upptäcktes av Max Wolf 1918.
Medlemmarna i Alinda-familjen är i 1:3 banresonans med Jupiter, det vill säga gör tre varv samtidigt som Jupiter gör ett. Omloppsbanan ligger därför mitt i ett av Kirkwoodgapen där asteroider normalt inte brukar finnas i någon större utsträckning. Sådana asteroider brukar med åren få en allt större excentricitet tills de kastas ut ur sin omloppsbana i samband med en närkontakt med en större planet. Dessa asteroider är dessutom nära en 4:1 banresonans med jorden och vissa har sitt perihelium nära jorden och kommer mycket nära vart fjärde år.
En följd av detta är att om en Alinda-asteroid är i en position som gör den svår att observera när den är nära jorden (till exempel liten elongation från solen), så kan den svårigheten bestå i årtionden. Så har det varit med Alinda-medlemmen 1915 Quetzálcoatl, som observerats en enda gång sedan 1985.

## Asteroider i Alinda-familjen
| Namn              | a       | e       |
| ----------------- | ------- | ------- |
| 887 Alinda        | 2,48422 | 0,56356 |
| 1429 Pemba        | 2,55185 | 0,33858 |
| 1550 Tito         | 2,54673 | 0,30984 |
| 1607 Mavis        | 2,54783 | 0,30741 |
| 1915 Quetzálcoatl | 2,54207 | 0,57170 |
| 2608 Seneca       | 2,5035  | 0,57620 |
| 3360 Syrinx       | 2,46803 | 0,74295 |
| 3628 Božněmcová   | 2,53691 | 0,30052 |
| 3806 Tremaine     | 2,54058 | 0,31301 |
| 4179 Toutatis     | 2,51005 | 0,63423 |
| 5847 Wakiya       | 2,54442 | 0,30086 |
| 5864 Montgolfier  | 2,55866 | 0,32007 |

| Namn            | a       | e       |
| --------------- | ------- | ------- |
| 6318 Cronkite   | 2,51002 | 0,46522 |
| (6322) 1991 CQ  | 2,51628 | 0,47349 |
| 6489 Golevka    | 2,50768 | 0,60382 |
| (6491) 1991 OA  | 2,50959 | 0,58946 |
| 7092 Cadmus     | 2,52493 | 0,70202 |
| 7345 Happer     | 2,45047 | 0,32467 |
| (7568) 1988 VJ2 | 2,52739 | 0,33216 |
| (7569) 1989 BK  | 2,54950 | 0,30348 |
| 7638 Gladman    | 2,53634 | 0,31606 |
| (8201) 1994AH2  | 2,53362 | 0,70851 |
| 8709 Kadlu      | 2,53497 | 0,48432 |
| (9047) 1991 QF  | 2,52479 | 0,31661 |